# Dicaelotus chinensis
Dicaelotus chinensis är en stekelart som beskrevs av Per Abraham Roman 1936. Dicaelotus chinensis ingår i släktet Dicaelotus och familjen brokparasitsteklar. Inga underarter finns listade i Catalogue of Life.